# Tannay-le-Mont-Dieu
Tannay-le-Mont-Dieu ist eine französische Gemeinde mit 162 Einwohnern (Stand: 1. Januar 2022) im Département Ardennes in der Region Grand Est. Sie gehört zum Arrondissement Vouziers und ist Mitglied im Gemeindeverband Communauté de communes de l’Argonne Ardennaise.
Sie entstand mit Wirkung vom 1. Januar 2025 als Commune nouvelle durch Zusammenlegung der bis dahin selbstständigen Gemeinden Tannay und Le Mont-Dieu, wobei nur erstere den Status einer Commune déléguée besitzt. Der Verwaltungssitz befindet sich in Tannay.

## Gemeindegliederung
| Ortsteil                 | Ehemaliger INSEE-Code | PLZ   | Fläche (km²) | Einwohnerzahl (2022) |
| ------------------------ | --------------------- | ----- | ------------ | -------------------- |
| Tannay (Verwaltungssitz) | 08439                 | 08390 | 14,04        | 151                  |
| Le Mont-Dieu             | 08300                 | 08390 | 18,72        | 011                  |

## Geografie
Tannay-le-Mont-Dieu liegt etwa 27 Kilometer südsüdöstlich von Charleville-Mézières und etwa 17 Kilometer nordwestlich von Vouziers. Das Gemeindegebiet liegt im Einzugsgebiet des Rheins und wird hauptsächlich entwässert von der Bar, vom Canal des Ardennes, der in die Maas mündet, aber auch vom Ruisseau des Armoises, vom Ruisseau de Bairon, vom Ruisseau de la Lateuse, vom Ruisseau de la Forge, vom Ruisseau d’Uchon, vom Ruisseau du Pré de la Noue, von der Fosse d’Assain, von der der Fosse de l’Arène und vom Ruisseau des Indis. Das Gemeindegebiet erstreckt sich südlich und inmitten der Hügelkette der Préardennaises. Das Zentrum liegt auf einer Höhe von etwa 200 m am Hang eines isolierten Hügels. Die maximale Erhebung von 320 m befindet sich im Nordosten an der Grenze zur Nachbargemeinde Stonne, die minimale Höhe von 160 m wird beim Austritt des Flusses Bar aus dem Gemeindegebiet im Norden gemessen.
Teile des Gebiets von Tannay-le-Mont-Dieu gehören zu den Natura-2000-Schutzgebieten „Forêt du Mont-Dieu“ (FR2100301) und „Site à chiroptères de la vallée de la Bar“ (FR2100343) zu drei ZNIEFF-Naturzonen.
Umgeben wird Tannay-le-Mont-Dieu von den Nachbargemeinden La Neuville-à-Maire und Artaise-le-Vivier im Norden, Stonne im Nordosten, Les Grandes-Armoises im Osten, Sy im Südosten, Les Petites-Armoises und Belleville-et-Châtillon-sur-Bar im Süden, Bairon et ses environs im Südwesten, Sauvilles im Westen sowie Vendresse im Nordwesten.

## Sehenswürdigkeiten
- Wehrkirche Saint-Martin in Tannay, erbaut im 15. und 16. Jahrhundert, im Zweiten Weltkrieg stark beschädigt, seit 1972 als Monument historique klassifiziert[4]
- Schloss La Barbière in Le Mont-Dieu
- Ehemalige Kartause Notre-Dame in Le Mont-Dieu in erhöhter Lage (195 m) aus dem 17. Jahrhundert, seit 1927 in Teilen als Monument historique eingeschrieben, seit 1946 in restlichen Teilen klassifiziert
- Wehrhof Maison à Bar der Kartause in Le Mont-Dieu aus der ersten Hälfte des 17. Jahrhunderts, seit 1926 als Monument historique eingeschrieben

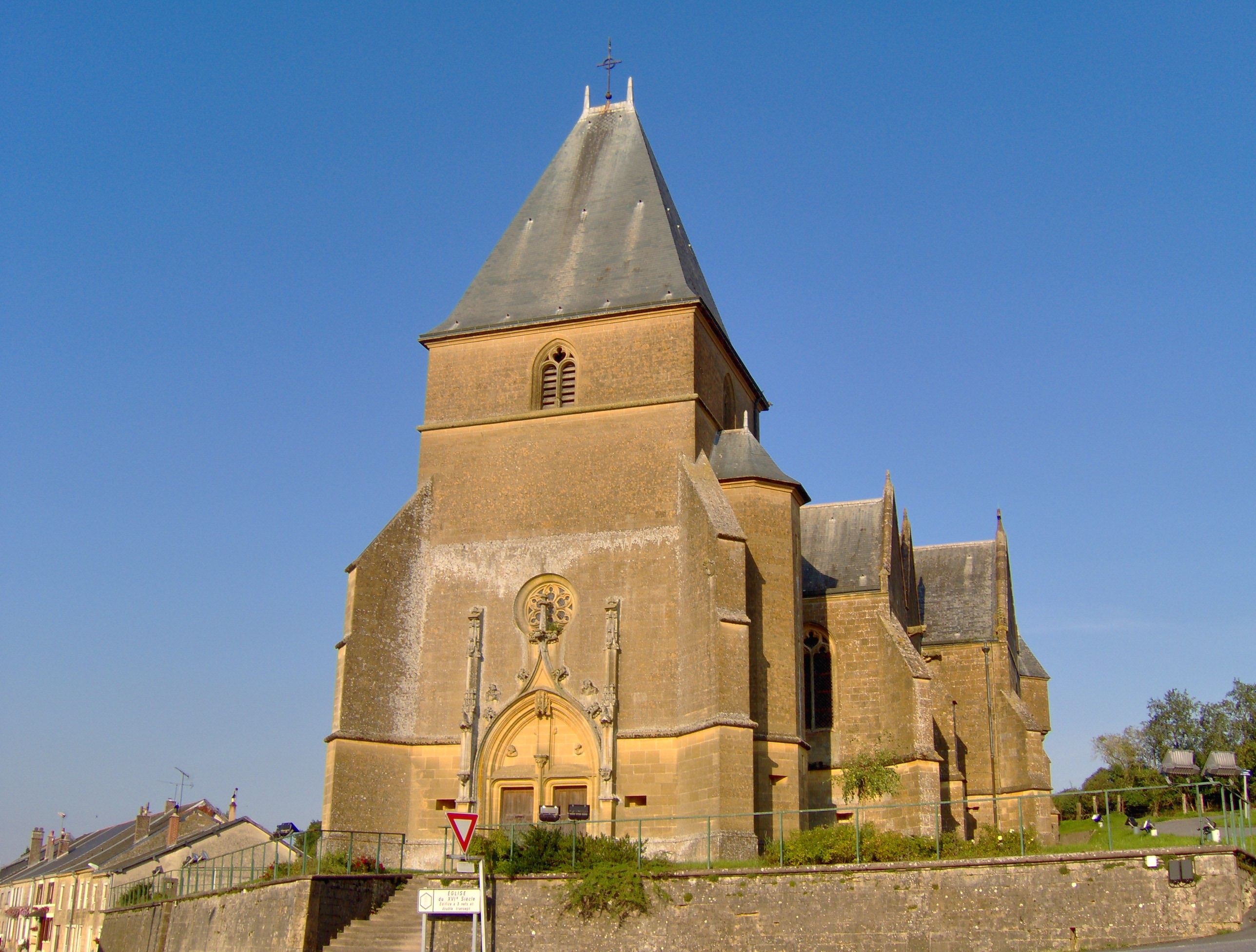
Kirche Saint-Martin
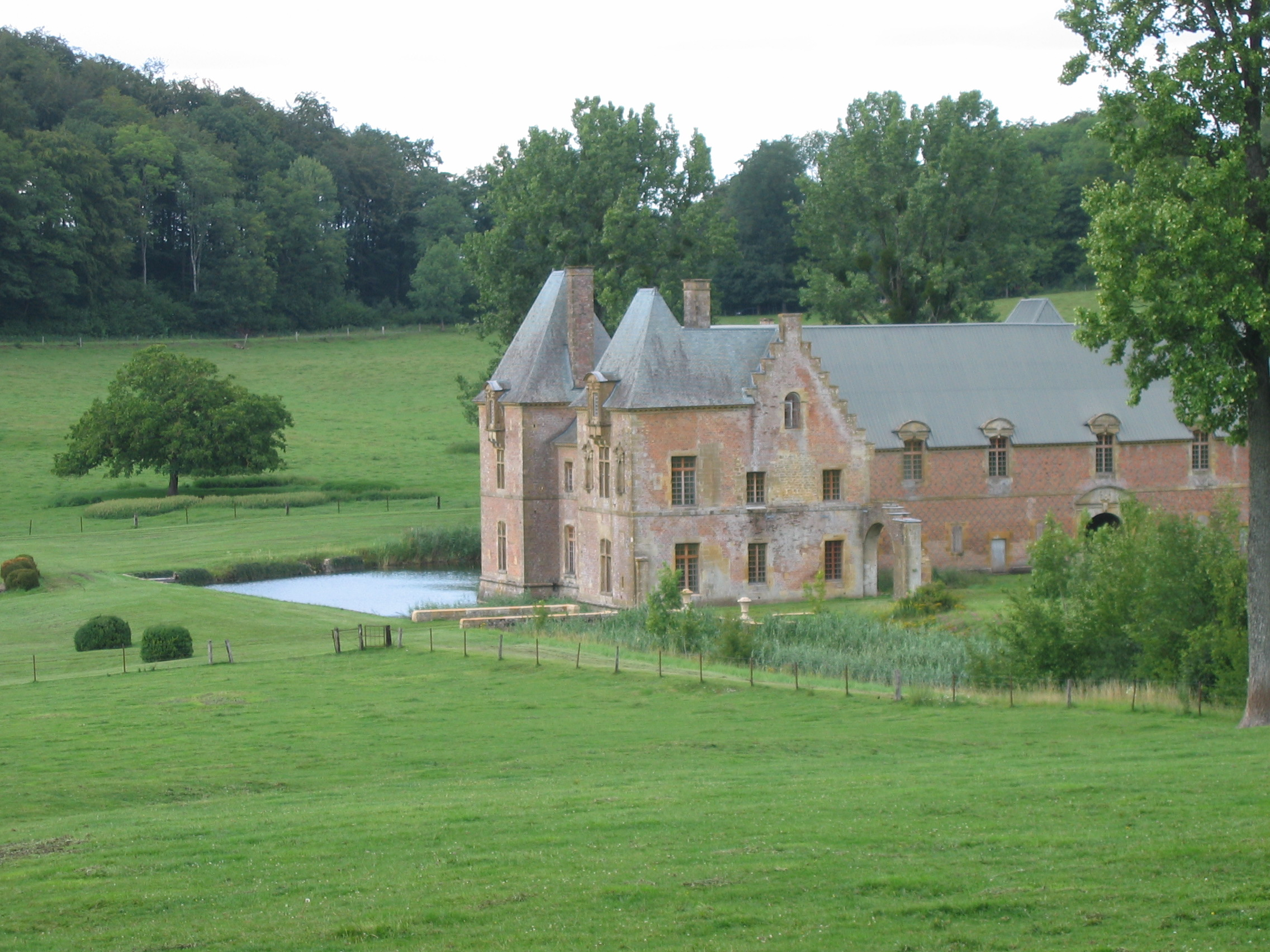
Ehemalige Kartause
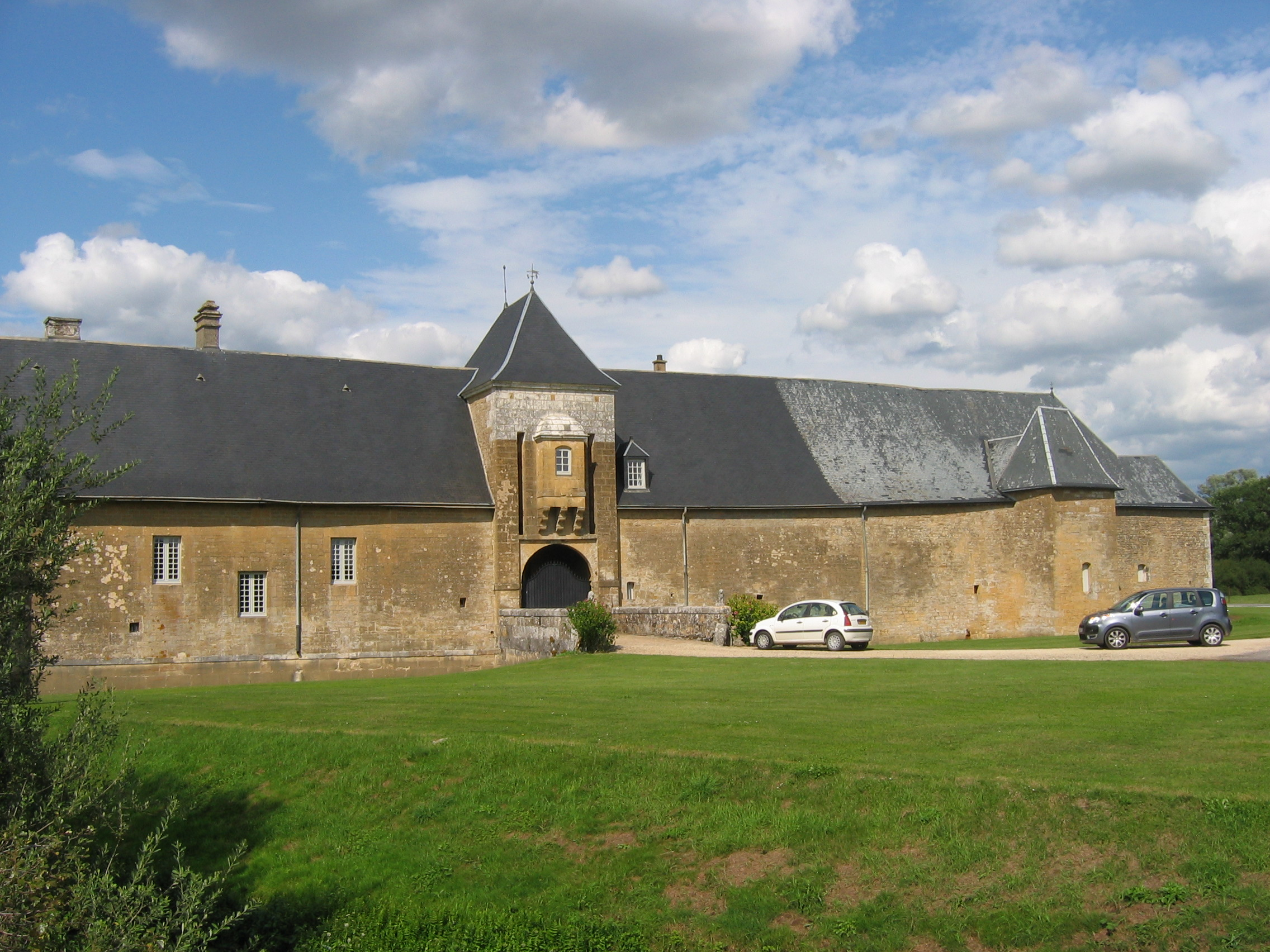
Wehrhof Maison à Bar

## Sport und Freizeit
Der GR 14 „Sentier des Ardennes“, ein Fernwanderweg zwischen Paris und Corbion, einem Ortsteil von Bouillon in Belgien, durchquert das nördliche Gemeindegebiet an der ehemaligen Kartause Notre-Dame in Le Mont-Dieu vorbei.

## Verkehr
Die Departementsstraße D 977, die ehemalige Route nationale 77, durchquert das Gemeindegebiet und verbindet es mit Vouziers über Bairon et ses environs im Süden und mit Sedan über La Neuville-à-Maire im Norden. Die D 30 führt in nordöstlicher Richtung nach Stonne, die D 12 in südöstlicher Richtung nach Les Petites-Armoises.